# Roland Thibaut
Pour les articles homonymes, voir Thibaut.
Roland Thibaut, né le 27 avril 1946, est un rameur d'aviron français.

## Carrière
Il est médaillé d'argent en quatre de couple aux Championnats du monde d'aviron 1978 à Hamilton.
Il participe aux Jeux olympiques d'été de 1972 et de 1976, sans obtenir de médaille.